# کاواساکی-کو، کاواساکی
کاواساکی (به لاتین: Kawasaki-ku) یک منطقهٔ مسکونی در ژاپن است که در کاواساکی، کاناگاوا واقع شده‌است. کاواساکی ۳۹٫۲۱ کیلومتر مربع مساحت و ۲۱۶٬۸۲۶ نفر جمعیت دارد.